# НХЛ у сезоні 1953—1954
НХЛ у сезоні 1953/1954 — 37-й регулярний чемпіонат НХЛ. Сезон стартував 8 жовтня 1953. Закінчився фінальним матчем Кубка Стенлі 16 квітня 1954 між Детройт Ред-Вінгс та Монреаль Канадієнс перемогою «червоних крил» 2:1 в матчі та 4:3 в серії. Це шоста перемога в Кубку Стенлі Детройта.

## Матч усіх зірок НХЛ
7-й матч усіх зірок НХЛ пройшов 3 жовтня 1953 року в Монреалі: Монреаль Канадієнс — Усі Зірки 1:3 (0:2, 0:0, 1:1).

## Підсумкова турнірна таблиця
| # | Команда            | І  | В  | П  | Н  | ШЗ  | ШП  | Очки |
| - | ------------------ | -- | -- | -- | -- | --- | --- | ---- |
| 1 | Детройт Ред-Вінгс  | 70 | 37 | 19 | 14 | 191 | 132 | 88   |
| 2 | Монреаль Канадієнс | 70 | 35 | 24 | 11 | 195 | 141 | 81   |
| 3 | Торонто Мейпл-Ліфс | 70 | 32 | 24 | 14 | 152 | 131 | 78   |
| 4 | Бостон Брюїнс      | 70 | 32 | 28 | 10 | 177 | 181 | 74   |
| 5 | Нью-Йорк Рейнджерс | 70 | 29 | 31 | 10 | 161 | 182 | 68   |
| 6 | Чикаго Блек Гокс   | 70 | 12 | 51 | 7  | 133 | 242 | 31   |

## Найкращі бомбардири
| Гравець        | Команда            | І  | Г  | П  | О  | ШХ  |
| -------------- | ------------------ | -- | -- | -- | -- | --- |
| Горді Хоу      | Детройт Ред-Вінгс  | 70 | 33 | 48 | 81 | 109 |
| Моріс Рішар    | Монреаль Канадієнс | 70 | 37 | 30 | 67 | 112 |
| Тед Ліндсей    | Детройт Ред-Вінгс  | 70 | 26 | 36 | 62 | 110 |
| Берні Жоффріон | Монреаль Канадієнс | 54 | 29 | 25 | 54 | 87  |
| Берт Олмстед   | Монреаль Канадієнс | 70 | 15 | 37 | 52 | 85  |

## Плей-оф

### Півфінали
| - 23 березня. Бостон - Монреаль 0:2 - 25 березня. Бостон - Монреаль 1:8 - 28 березня. Монреаль - Бостон 4:3 - 30 березня. Монреаль - Бостон 2:0 Серія: Монреаль - Бостон 4-0 | - 23 березня. Торонто - Детройт 0:5 - 25 березня. Торонто - Детройт 3:1 - 27 березня. Детройт - Торонто 3:1 - 30 березня. Детройт - Торонто 2:1 - 1 квітня. Торонто - Детройт 3:4 2ОТ Серія: Торонто - Детройт 1-4 |

### Фінал
- 3 квітня. Монреаль - Детройт 1:3
- 5 квітня. Монреаль - Детройт 3:1
- 7 квітня. Детройт - Монреаль 5:2
- 9 квітня. Детройт - Монреаль 2:0
- 10 квітня. Монреаль - Детройт 1:0 ОТ
- 12 квітня. Детройт - Монреаль 1:4
- 14 квітня. Монреаль - Детройт 1:2 ОТ

Серія: Монреаль - Детройт 3-4

## Призи та нагороди сезону
| Нагороди                 | Гравець     | Команда            |
| ------------------------ | ----------- | ------------------ |
| Пам'ятний трофей Колдера | Каміль Анрі | Нью-Йорк Рейнджерс |
| Трофей Арта Росса        | Горді Хоу   | Детройт Ред-Вінгс  |
| Пам'ятний трофей Гарта   | Ел Роллінс  | Чикаго Блек Гокс   |
| Приз Джеймса Норріса     | Ред Келлі   | Детройт Ред-Вінгс  |
| Приз Леді Бінг           | Ред Келлі   | Детройт Ред-Вінгс  |
| Трофей Везини            | Гаррі Ламлі | Торонто Мейпл-Ліфс |

| Нагорода               | Клуб              |
| ---------------------- | ----------------- |
| Приз принца Уельського | Детройт Ред-Вінгс |
| Кубок Стенлі           | Детройт Ред-Вінгс |

## Команда всіх зірок
| Перша команда                   | Позиція              | Друга команда                   |
| ------------------------------- | -------------------- | ------------------------------- |
| Гаррі Ламлі, Торонто Мейпл-Ліфс | Воротар              | Террі Савчук, Детройт Ред-Вінгс |
| Ред Келлі, Детройт Ред-Вінгс    | Захисник             | Білл Гедсбі, Чикаго Блек Гокс   |
| Дуг Гарві, Монреаль Канадієнс   | Захисник             | Тім Гортон, Торонто Мейпл-Ліфс  |
| Кен Мосделл, Монреаль Канадієнс | Центральний нападник | Тед Кеннеді, Торонто Мейпл-Ліфс |
| Горді Хоу, Детройт Ред-Вінгс    | Правий нападник      | Моріс Рішар, Монреаль Канадієнс |
| Тед Ліндсей, Детройт Ред-Вінгс  | Лівий нападник       | Ед Сендфорд, Бостон Брюїнс      |